# Cuádruple play
En telecomunicaciones, Cuádruple play es un término que combina el servicio triple play (empaquetamiento de servicios y contenidos audiovisuales de telefonía fija, banda ancha y televisión) y la oferta de servicios móviles. Este conjunto de servicios también es llamado humorísticamente "Los 4 Fantásticos".
Con la oferta de servicios móviles los suscriptores pueden adquirir servicios móviles con la misma lógica con la que adquieren servicios de telefonía fija, además de tener acceso inalámbrico a servicios de internet y contenidos audiovisuales sin una infraestructura vía cables.
Gracias a los avances de tecnologías como WiMAX y otras, la capacidad de transferir información de forma inalámbrica con distintas combinaciones de velocidad, distancia y condiciones sin línea de visión (NLOS) está mejorando rápidamente, abriendo la posibilidad de que ya no se necesite estar conectado vía cables para acceder a servicios de telecomunicación, incluso en hogares familiares.